# راسوی سیبری
راسوی سیبری (نام علمی: Mustela sibirica) نام یک گونه از سرده راسو است.